# Welcome Air
Die Welcome Air Luftfahrt GmbH & Co KG war eine österreichische Fluggesellschaft mit Sitz in Innsbruck und Basis auf dem Flughafen Innsbruck. Sie war zudem die Muttergesellschaft der Tyrol Air Ambulance.

## Geschichte
Welcome Air nahm am 22. Mai 2000 den Flugbetrieb zwischen Innsbruck und Graz auf.
Im Juli 2011 wurde bekannt gegeben, dass der Linienflugverkehr ab Innsbruck und Graz bis Ende 2011 aus wirtschaftlichen Gründen eingestellt wird und sich Welcome Air auf die anderen Geschäftsbereiche konzentriert.
Vom 1. Juli bis 31. August 2012 bediente Welcome Air die Strecke Klagenfurt – Wien im Auftrag der Austrian Airlines, welche die Strecke aufgrund von Personalmangel selbst nicht bedienen konnte.
Vom 1. April 2012 bis zum 31. März 2015 bediente Welcome Air im Wet-Lease für Austrian Airlines die Relation Linz-Wien bis zu viermal täglich. Diese wurde jedoch 2015 gekündigt, weil Austrian Airlines von nun an auf die Kooperation mit der ÖBB im Rahmen des AIRail-Angebotes setzt. Mit der Einstellung dieser Relation wurde auch beschlossen, eins der zwei Flugzeuge zu verkaufen.
Im Februar 2015 wurde bekannt, dass Welcome Air, zusammen mit Tyrol Air Ambulance, den Eigentümer wechselt. Der britische Investor Kevin Walls übernahm alle Anteile von Welcome Air vom bisherigen Eigentümer, der Remi-Group unter Urs Peter Koller. Auch unter dem neuen Eigentümer sollte Welcome Air seinen Schwerpunkt auf den Wet-Lease für andere Fluggesellschaften legen.
Am 27. Dezember 2017 stelle Welcome Air seinen Flugbetrieb nach 17 Jahren ein. Der letzte Flug ging von Antwerpen nach Innsbruck, wo die Maschine schließlich verabschiedet wurde.

## Flugziele
Das Flugzeug stand für Wetlease-Verträge mit anderen Fluggesellschaften zur Verfügung, konnte aber auch innerhalb der Gruppe für die Tyrol Air Ambulance genutzt werden.

## Flotte
Mit Stand Juli 2015 bestand die Flotte der Welcome Air aus einem Flugzeug:
| Flugzeugtyp     | Anzahl | bestellt | Anmerkungen | Sitzplätze |
| --------------- | ------ | -------- | ----------- | ---------- |
| Dornier 328-100 | 1      |          |             | 31 (-/31)  |
| Gesamt          | 1      | -        |             |            |